# Martine Graelová
Martine Soffiatti Graelová (* 12. února 1991 Niterói) je brazilská sportovní jachtařka. Závodí v třídě 49er FX v posádce s Kahenou Kunzeovou.
V roce 2009 se stala juniorskou mistryní světa. Byla členkou týmu, který získal bronzovou medaili ve třídě 470 na Univerziádě 2011 v Číně. V roce 2014 Graelová a Kunzeová vyhrály mistrovství světa v jachtingu, získaly cenu pro brazilské sportovkyně roku a organizace World Sailing je vyhlásila nejlepšími jachtařkami roku 2014. Na domácích olympijských hrách 2016 získaly zlatou medaili. Zvítězily také na Panamerických hrách v Limě v roce 2019. Olympijské prvenství se jim podařilo obhájit také na tokijské olympiádě. V roce 2021 byla Graelová po dva týdny v čele klasifikace Star Sailors League, téhož roku jí byla udělena prestižní Cena Magnuse Olssona.
V roce 2017 se jako první brazilská reprezentantka zúčastnila závodu The Ocean Race na lodi Team AkzoNobel, která obsadila čtvrté místo.
Je členkou Rio Yacht Clubu, kde začínala se sportem ve čtyřech letech. Pochází z jachtařské rodiny s dánskými kořeny, s Torbenem Graelem tvoří jedinou dvojici otce a dcery, která získala pro Brazílii olympijské zlato. Na olympiádě startoval také její starší bratr Marco Grael.
Vystudovala environmentální inženýrství na Universidade Federal Fluminense v Niterói. 